# Alle porte del sogno
Alle porte del sogno è un album di brani inediti della cantante italiana Irene Grandi, pubblicato il 19 febbraio 2010 dall'etichetta discografica Warner Music Italy.
L'album ha debuttato nella classifica italiana degli album stilata dalla FIMI alla posizione numero 24 e contiene il brano La cometa di Halley, scritta dalla Grandi insieme a Francesco Bianconi e pubblicata come primo singolo dall'album, che ha raggiunto la settima posizione della classifica italiana.
La canzone Stai ferma è stata scritta da Saverio Grandi con Gaetano Curreri, leader degli Stadio.
Il secondo singolo estratto dall'album è la title track Alle porte del sogno, in rotazione radiofonica dal 30 aprile 2010.

## Tracce
CD (Atlantic 505186584072 (Warner) / EAN 5051865840725)
1. La cometa di Halley (testo: Francesco Bianconi Irene Grandi – musica: Francesco Bianconi Irene Grandi 
Durata = 3:53)
2. Tutti più felici – 4:07 (Pio Stefanini, Irene Grandi)
3. Alle porte del sogno – 3:44 (testo: Irene Grandi, Alfredo Vestrini – musica: Francesco Sighieri, Pio Stefanini)
4. Mi manca – 3:15 (testo: Irene Grandi, Alfredo Vestrini – musica: Francesco Sighieri, Pio Stefanini)
5. Strada sterrata – 3:46 (Irene Grandi, Pio Stefanini,Cristian Bich)
6. Onde nere – 4:30 (testo: Irene Grandi, Jeppe Catalano, – musica: Andrea Allulli, Jonny Dall'orto)
7. Greensburg – 5:04 (Irene Grandi, Pio Stefanini, Cristian Bich)
8. L'amore che viene e che va – 3:17 (Francesco Sighieri, Irene Grandi, Pio Stefanini, Jonny Dall'orto)
9. Intendevi – 3:51 (testo: Irene Grandi, Alfredo Vestrini – musica: Francesco Sighieri, Pio Stefanini)
10. Ma – 4:17 (testo: Irene Grandi, Alfredo Vestrini – musica: Francesco Sighieri, Pio Stefanini)
11. Stai ferma – 4:27 (Gaetano Curreri, Saverio Grandi, Irene Grandi)
12. Messaggera di Giove – 3:18 – (Bonus track iTunes)

Durata totale: 43:36

## Formazione
- Irene Grandi, Voce
- Francesco Sighieri, Basso, Chitarre
- Pio Stefanini, Moog, Synth, drum-machine, Piatti, Piano,
- Stefano Luchi Batteria
- Francesco Bianconi Arp 2600 in La cometa di Halley
- Alex Class Basso
- Jeppe Catalano Chitarre e Cori
- Andrea Allulli Piano elettrico e Cori
- Ronny Aglietti Basso
- Gionni Dall'orto Chitarra classica
- Simone Gangi Tromba
- Archi Oversea Orchestra

## Classifiche
| Classifica (2010) | Posizione raggiunta |
| ----------------- | ------------------- |
| Italia            | 16                  |